# Zhaoxin
Zhaoxin (Shanghai Zhaoxin Semiconductor Co., Ltd., 兆芯) es una empresa que fabrica por encargo semiconductores, creada en 2013 como un emprendimiento conjunto entre VIA Technologies y el Gobierno Municipal de Shanghái. La compañía se focaliza en la fabricación de procesadores (CPUs) compatibles con la arquitectura x86-64 creada originalmente por Intel y AMD. El término Zhao xīn significa billón de núcleos. Los procesadores son creados principalmente para el mercado chino, siendo un emprendimiento que tiene por objeto reducir la dependencia china de tecnología extranjera.

## Arquitectura
La arquitectura de la familia de procesadores ZX es una continuación de la tecnología Centaur aplicada a los procesadores x86-64 Isaiah, de VIA. La ZX-ZX-B se basa en VIA Nano X2 C4350AL. La ZX-B es idéntica a la del ZX-A, excepto que es manufacturada por Shanghai Huali Microelectronics Corporation. La ZX-C se basa en VIA QuadCore-E y Eden X4.
Zhaoxin se hizo notar en la prensa europea y norteamericana a finales de 2017 y principios de 2018, con el procesador ZX-D, y con su plan para productos futuros. Las novedades en el ZX-D incluyen la integración del northbridge como en los diseños x86 modernos, así como la implementación de funciones de encriptación chinas. La serie ZX también tiene una GPU integrada con tecnología de VIA S3 Graphics. Se ha destacado que la arquitectura ZX-D posee aproximadamente el rendimiento de la familia de procesadores Intel Silvermont (Avoton).
El SoC KX-6000 (anteriormente ZX-E) fue mostrado ante la prensa en septiembre de 2018.  El chip tiene una GPU integrada compatible con DirectX 11.1. Se ha reportado que su rendimiento es superior en un 50% respecto del KX-5000, y resulta comparable a un procesador Intel i5 de 7ª generación de 2016.
La serie ZX-F tiene como objetivo alcanzar el mismo rendimiento de los procesadores Ryzen de 2018.

## Listado de arquitecturas
| Familia                 | Codename   | Año de introducción | Proceso   | Núcleos | Velocidad máxima | Características                                                                             | Notas                              |
| ----------------------- | ---------- | ------------------- | --------- | ------- | ---------------- | ------------------------------------------------------------------------------------------- | ---------------------------------- |
| ZX-A                    |            | 2014                | 40nm      |         |                  |                                                                                             | Basado en VIA Nano X2 C4350AL      |
| ZX-B                    |            |                     | 40nm      |         |                  |                                                                                             | Idéntico a ZX-A                    |
| ZX-C                    | Zhangjiang | 2015                | 28nm      | 4       | 2.0GHz           | AVX AVX2                                                                                    | Basado en VIA QuadCore-E y Eden X4 |
| ZX-C+                   | Zhangiang  | 2016                | 28nm      | 4/8     | 2.0GHz           |                                                                                             | 35W                                |
| ZX-D / KX-5000 / KH-20k | Wudaokou   | 2017                | 28nm      | 4/8     | 2.0GHz           | DDR4 dual channel PCI Express 3.0 USB 3.1 (Gen 1 y 2) USB 2.0 SATA 3 System-on-a-chip (SoC) | Fabricado por TSMC                 |
| ZX-E / KX-6000 / KH-30k | Lujiazui   | 2019                | 14nm/16nm | 8 (máx) | 3GHz (máx)       | DDR4 PCIe 3.0 SoC                                                                           |                                    |
| ZX-F / KX-7000 / KH-40k |            | 2021 (planeado)     | 7nm (TBD) |         |                  | DDR5 PCIe 4.0 SoC                                                                           |                                    |